# Keszthelyi Tibor (irodalomtörténész)
Keszthelyi Tibor (Pestszentlőrinc, 1932. augusztus 24. – Budapest, 1993. május 17.) magyar irodalomtörténész, műfordító, író, afrikanista, diplomata. Írói álneve: Helon László.

## Élete
Hatgyermekes családban született, apja lakatosként dolgozott. Elemi iskolai és középiskolai tanulmányait Pestszentlőrincen végezte, 1951-ben érettségizett. 1955-ben az Eötvös Loránd Tudományegyetem Nyelv- és Irodalomtudományi Karán szerzett angol–magyar szakos középiskolai tanári diplomát, majd 1956-ban diplomáciai tanfolyamot végzett.
1956-tól 1957-ig New Yorkban dolgozott ENSZ-ösztöndíjas vendégkutatóként, majd a Külügyminisztérium előadója lett. 1959 és 1962 között Magyarország New York-i ENSZ-képviseletének munkatársa volt, 1962-től 1969-ig pedig a Külügyminisztérium Nemzetközi Szervezetek Főosztályán dolgozott főelőadóként. 1962-ben a Jelenkor, a Nagyvilág és a Helikon c. folyóiratok kritikusa lett. Ezt követően Magyarország athéni nagykövetségén lett kultúrattasé, majd Washingtonban volt kulturális tanácsos. 1970-ben elvégezte a Marxizmus-Leninizmus Esti Egyetem általános tagozatát, 1973-ban pedig az irodalomtudományok kandidátusa lett. 1986-ban ismét Magyarország New York-i ENSZ-képviseletének munkatársa lett, és 1993-as haláláig itt dolgozott.
Az afrikai irodalom első jelentős magyar kutatói között tartják számon. Kutatási területei közé tartozott a kortárs afroamerikai kultúra is, és vizsgálta a klasszikus detektívtörténetek fejlődésrajzát, műfaji különlegességeit és esztétikai problémáit is. Műfordítóként elsősorban kortárs afrikai (ghánai, kenyai, nigériai) irodalommal foglalkozott, kisebb műfordításai a Nagyvilág c. világirodalmi folyóiratban jelentek meg. Helon László álnéven útleírást, politikai tárgyú írásokat és elemzéseket is publikált.
Felesége 1959-től Molnár Katalin szakfordító volt, egy gyermekük született. Keszthelyi Tibor 1993-ban hunyt el Budapesten.

## Művei
- Az afrikai irodalom kialakulása és fejlődése napjainkig, Akadémiai Kiadó, Budapest, 1971